# Halosauropsis
Halosauropsis is een monotypisch geslacht van straalvinnige vissen uit de familie van rugstekelalen (Halosauridae). Het geslacht is voor het eerst wetenschappelijk beschreven in 1896 door Collett.

## Soort
- Halosauropsis macrochir (Günther, 1878)